# Župni dvor s vrtom u Trogiru
Župni dvor s vrtom u gradiću Trogiru, Trg Ivana Pavla II. 5, predstavlja zaštićeno kulturno dobro.

## Opis dobra
Nastao je u 18. stoljeću. Sklop Župnog dvora u Trogiru smješten je južno od glavnog gradskog trga. Župni dvor ima dva krila i u tlocrtu je L oblika. Kasnobarokna kamena trokatnica dograđena je u 19. st., a nad ulazom istočnog pročelja sačuvan je nepoznati gotički grb. U prizemlju su sačuvana gotička vrata sa štapom. Na vanjskim pročeljima je pet prozorskih osi s profiliranim nadvojima. U sjevernom dijelu istočnog krila nalazi se predvorje Zbirke sakralne umjetnosti koja je smještena na katu. U dvorištu, uz ostatke predromaničke crkve sv. Marije, izloženi su kameni fragmenti pronađeni prilikom arheoloških istraživanja. U prizemlju je uzidan renesansni portal crkve sv. Duha te grbovi sa zvonika trogirske katedrale.

## Zaštita
Pod oznakom Z-3684 zaveden je pod vrstom "nepokretno kulturno dobro - pojedinačno", pravna statusa zaštićena kulturnog dobra, klasificirano kao "stambene građevine".